# ミル・テイムル・ヤクボフ
ミル・テイムル・ミル・アレクペル・オグルィ・ヤクボフ（ロシア語:  Мир Теймур Мир Алекпер оглы Якубов, 1904年11月6日 - 1970年2月13日）、民族名ミル・テイムル・ミル・アラクバル・オグル・ヤグボフ（アゼルバイジャン語: Мир Тејмур Мир Әләкпәр оғлу Јагубов）は、ソビエト連邦で活動したアゼルバイジャン人の政治家・チェキスト。

## 生涯

### 青年期
1904年11月6日（ユリウス暦10月24日）、ロシア帝国バクー県バクーで生まれた。1920年6月から1925年9月までアゼルバイジャン社会主義ソビエト共和国のバクー・ソビエト共同管理上級管理官を、同月から翌1926年8月までバクー・ソビエト組織部責任書記を務めた。同年まではバクー労働者学部の夜間部で学び、同年9月から1930年7月まではモスクワ測量研究所土地測量学部で学んだ。翌8月から1933年5月まではV・I・レーニン記念全連邦農業科学アカデミー科学研究ソフホーズ研究所でも学んでいる。学生時代の1927年に全連邦共産党へ入党。

### 党中央へ
1933年5月からは故郷へ戻ってアゼルバイジャン高等共産農業学校の部長や副学長を務め、1936年6月から1938年3月まではアゼルバイジャン・コムソモール中央委員会第一書記を、同月からはアゼルバイジャン共産党中央委第三書記を歴任。同年7月18日から1941年4月7日までは最高会議 (ru) 議長に就き、同時に1940年3月から1941年3月までは党中央委宣伝・煽動部部長を、また同月までは同部書記も務めている。1940年4月4日にはアゼルバイジャンの共産化20周年およびソビエト化・石油産業・農業発展への貢献を賞してレーニン勲章を授与されている。

### 大粛清への加担
同月6日から1943年6月1日までは内務人民委員を務め、その後も1950年5月25日までチェキストとして内務省国家安全保障上級少佐（1941年3月29日）・国家安全保障委員（1943年2月14日）・三等国家安全保障委員（1944年12月14日）・中将（1945年7月9日）まで昇任してゆき、この間に1941年11月28日には国家安全保障体制構築を賞して赤星勲章を、1943年6月15日には政府の任務の勇敢かつ模範的な履行を賞して赤旗勲章を、翌1946年2月25日には労働赤旗勲章を、1949年8月24日にはバルト三国・モルダヴィア・黒海沿岸からの住民の強制追放（プリボイ作戦）への貢献を賞して再度赤旗勲章を授与されている。
ヤクボフはプリボイ作戦の他にも、アゼルバイジャンにおけるトロイカの一員として大粛清に加担し、ザカフカースからのドイツ人やポントス人・メスヘティア・トルコ人やその他の反体制派の中央アジアへの追放に関与し、党中央委第一書記ミル・ジャファル・バギロフの配下として、人民委員会議議長および最高裁判所長官テイムル・クリエフとともに「二人のテイムル」の一人として恐れられた。
その後もヤクボフは1950年5月から1954年8月まで連邦内務省予備役中将、1950年6月から1952年4月までアゼルバイジャン共産党中央委第二書記、同月から翌1953年4月まで党バクー州 (az) 委第一書記を歴任。同時に1952年10月14日から1956年2月14日までは連邦共産党中央監査委員でもあった。

### 失脚後
しかし、連邦党中央でラヴレンチー・ベリヤが失脚するや、ヤクボフはクリエフとともに、ベリヤとその子飼いバギロフを非難し、1953年4月6日、自身はバギロフの後釜としてアゼルバイジャン共産党中央委第一書記へと収まった。だが、翌1954年2月12日には第一書記を解任され、1956年8月8日には連邦共産党からも除名され、1957年までハズマスの缶詰工場長へ左遷された。同年からは「アズプロドストロヤ」で設計見積技師を務めていたが、1970年2月13日にバクーで死去した。